# Odette Ducas
Odette Ducas z domu Delcellier (ur. 4 listopada 1940 w Chevrainvilliers) – francuska lekkoatletka.
Była wszechstronną lekkoatletką, Z powodzeniem startowała w skoku w dal, sprincie i pięcioboju. Zwyciężyła w sztafecie 4 × 1 okrążenie na europejskich igrzyskach halowych w 1969 w Belgradzie (sztafeta francuska biegła w składzie: Ducas, Sylviane Telliez, Colette Besson i Christiane Martinetto). Na tych samych igrzyskach Ducas zajęła 5. miejsce w skoku w dal. 
Zdobyła srebrny medal w sztafecie 4 × 100 metrów (w składzie: Nicole Pani, Ducas, Michèle Beugnet oraz Besson) oraz zajęła 4. miejsce w biegu na 80 metrów przez płotki na igrzyskach śródziemnomorskich w 1971 w Izmirze.
Zajęła 6. miejsce w pięcioboju i 7. miejsce w sztafecie 4 × 100 metrów na mistrzostwach Europy w 1971 w Helsinkach. Na igrzyskach olimpijskich w 1972 w Monachium zajęła 22. miejsce w pięcioboju i odpadła w kwalifikacjach skoku w dal. 
Była mistrzynią Francji w skoku w dal w latach 1962 i 1968–1973 oraz w pięcioboju w 1970 i 1971, wicemistrzynią w skoku w dal w 1966 i 1967 oraz brązową medalistką w biegu na 100 metrów w 1971, w biegu na 200 metrów w 1972 i w pięcioboju w 1973, a także brązową medalistką w skoku w dal w hali w 1972.
Kilkakrotnie poprawiała rekord Francji w skoku w dal do wyniku 6,49 m i w pięcioboju do wyniku 4326 punktów (oba rekordy ustanowione 14 sierpnia 1971 w Helsinkach).